# Seznam rašelinných jezer v Česku
Seznam rašelinných jezer v Česku zahrnuje rašelinná jezera v Česku.
| jezero                | rozloha [ha] | hloubka [m] | nadm. výška [m n. m.] | rašeliniště                  | řeka (povodí)                                                  | okres      | souřadnice                       |
| --------------------- | ------------ | ----------- | --------------------- | ---------------------------- | -------------------------------------------------------------- | ---------- | -------------------------------- |
| Chalupské jezírko     | 1,2991       | 7           | 908                   | Chalupská slať               | Vydří potok (Teplá Vltava)                                     | Prachatice | 48°59′55″ s. š., 13°39′33″ v. d. |
| Velké mechové jezírko | 0,1692       | 2,95        | 769                   | Rejvíz                       | Vrchovištní potok (Kladská Nisa) / Bublavý potok (Černá Opava) | Jeseník    | 50°13′11″ s. š., 17°17′13″ v. d. |
| Jezírko pod Táborem   | 0,1518       | —           | 502                   | PP Jezírko pod Táborem       | zdrojnice Cidliny                                              | Semily     | 50°30′23″ s. š., 15°21′5″ v. d.  |
| Malé mechové jezírko  | 0,0920       | 6,6         | 745                   | Rejvíz                       | Bublavý potok (Černá Opava)                                    | Jeseník    | 50°13′30″ s. š., 17°18′49″ v. d. |
| bezejmenné jezírko    | 0,0834       | 1           | 1 432                 | Úpské rašeliniště            | Bílé Labe, Úpa                                                 | Trutnov    | 50°44′5″ s. š., 15°42′27″ v. d.  |
| Rosička               | 0,0794       | —           | 570                   | PP Rašelinné jezírko Rosička | zdrojnice Moravská Dyje                                        | Jihlava    | 49°14′31″ s. š., 15°30′47″ v. d. |
| bezejmenné jezírko    | 0,0450       | —           | 1 065                 | Tříjezerní slať              | Hrádecký potok (Vydra)                                         | Klatovy    | 49°2′29″ s. š., 13°28′8″ v. d.   |
| bezejmenné jezírko    | 0,0413       | —           | 495                   | Jezírka u Rozvadova          | Kateřinský potok (Nába)                                        | Tachov     | 49°37′20″ s. š., 12°32′30″ v. d. |
| bezejmenné jezírko    | 0,0292       | —           | 1 070                 | Jezerní slať                 | Kvildský potok (Teplá Vltava) / Hamerský potok (Vydra)         | Prachatice | 49°2′41″ s. š., 13°33′58″ v. d.  |
| bezejmenné jezírko    | 0,0253       | —           | 940                   | Velké jeřábí jezero          | Rolava (Ohře) / Velká Pyra (Mulda)                             | Sokolov    | 50°24′25″ s. š., 12°35′23″ v. d. |
| bezejmenné jezírko    | 0,0065       | —           | 1 065                 | Tříjezerní slať              | Hrádecký potok (Vydra)                                         | Klatovy    | 49°2′31″ s. š., 13°28′7″ v. d.   |
| bezejmenné jezírko    | 0,0042       | —           | 1 190                 | Černohorské rašeliniště      | Javoří potok (Úpa)                                             | Trutnov    | 50°39′38″ s. š., 15°44′52″ v. d. |
| bezejmenné jezírko    | 0,0022       | —           | 1 065                 | Tříjezerní slať              | Hrádecký potok (Vydra)                                         | Klatovy    | 49°2′30″ s. š., 13°28′7″ v. d.   |